# Observator
Observator är titel för en forskare vid astronomiskt observatorium och universitetens astronomiska institutioner med tjänsteställning under professor.
En observator vid de svenska universiteten hade till uppgift dels att tillsammans med professorn i astronomi deltaga i vården och skötseln av det astronomiska observatoriet och i de vetenskapliga arbetena där, dels att på observatoriet leda de för studenterna anordnade praktiska observationsövningarna. Befattningarna tillsattes av Kungl. Maj:t enligt samma grunder, kompetensfordringar och tillsättningsprocedur som professurerna vid universiteten. I Sverige avskaffades titeln 1969 då observatorerna i stället fick titeln biträdande professor.
Observator har även förekommit som tjänstetitel bland annat vid Rikets allmänna kartverk.